# The Legend of Zelda: Twilight Princess
The Legend of Zelda: Twilight Princess (ゼルダの伝説トワイライトプリンセス Zeruda no Densetsu: Towairaito Purinsesu?, lit. «La Leyenda de Zelda: Princesa del Crepúsculo») es un videojuego de acción-aventura de 2006 desarrollado por la filial EAD y distribuido por Nintendo para las videoconsolas GameCube y Wii (2006). Es el decimotercer lanzamiento de la franquicia The Legend of Zelda y el undécimo juego de su línea principal.
Su estreno original estaba previsto para noviembre de 2005, sin embargo Nintendo prolongó su producción con el fin de darle al equipo de EAD un mayor plazo de tiempo, para perfeccionar los gráficos y añadir más elementos narrativos a la trama, ya que el proyecto pasó de ser pensado para GameCube, pero se lo destinó finalmente para Wii como plataforma principal. La adaptación para Wii se lanzó en Norteamérica de forma simultánea a la comercialización de dicha consola, el 19 de noviembre de 2006. Un par de semanas después, llegó a Japón, Europa y Australia, ocasionando que Twilight Princess se convirtiera en el primer juego de Zelda en ser comercializado a la vez que se lanzaba al mercado la nueva consola. Por otra parte, la versión para GameCube llegó en diciembre de 2006, siendo el último título de la compañía para ese sistema. En 2011, la versión de Wii relanzada bajo el sello Nintendo Selects. En marzo de 2016 fue lanzado una portabilidad con gráficos en alta definición para la Wii U con el nombre de The Legend of Zelda: Twilight Princess HD.
En las etapas iniciales de su producción, se refería a Twilight Princess como The Wind Waker 2 en alusión a una probable continuación de The Wind Waker de 2002; tiempo después, Nintendo rechazó dicho rumor. El anuncio de la denominación oficial aconteció en una conferencia durante la convención E3 de 2005. La historia describe una vez más las aventuras de Link, un joven campesino que debe evitar que el reino de Hyrule sea ensombrecido por una dimensión paralela y corrupta conocida como Reino Crepuscular. Para lograrlo, deberá adoptar la forma de un lobo, guiado en la mayor parte de su travesía por una misteriosa criatura llamada Midna. Cronológicamente, estos sucesos ocurren cientos de años después de los acontecimientos presentados en Ocarina of Time y Majora's Mask.
Twilight Princess se convirtió en el primer juego de la franquicia en recibir una clasificación T por la ESRB, debido a «la violencia fantástica y la sangre animada» el segundo fue Link's Crossbow Training para Wii, un videojuego shooter basado en Twilight Princess reutilizando su motor gráfico, modelos y sonidos, este videojuego fue hecho como prueba para el uso del periférico Wii Zapper (En América el videojuego vino incluido con el periférico). 
Tras su estreno, recibió aclamaciones por varias publicaciones distinguidas, cosechando algunos galardones como «mejor juego del año».

## Argumento

Mapa de Hyrule en The Legend of Zelda: Twilight Princess en su versión para Game Cube.

Twilight Princess comienza con Link, un joven campesino que trabaja en la granja del pueblo Ordon, en Hyrule. Un día, los Bulblins —criaturas reminiscentes de los orcos— invaden Ordon y secuestran a los niños. Cuando Link acude a rescatarlos se encuentra con un muro del cual emerge la garra de un «ser de las sombras» que lo transporta al «reino del Crepúsculo», una dimensión que constituye una versión oscura de Hyrule. Link es aprisionado en el Castillo de Hyrule de este lugar y adquiere la apariencia física de un lobo.
Midna, un ser de las sombras, libera a Link con tal de que la «obedezca incondicionalmente». Juntos llegan con la Princesa Zelda, que les informa que Zant, el rey de los Twili —a la que pertenecen las criaturas de las sombras— ha invadido el castillo de Hyrule y sus habitantes se han transformado en «espíritus». Para derrotarlo deben recuperar las «lágrimas de luz» de los «insectos de las sombras» y revivir a los «espíritus de luz». Una vez que rescatan a los niños de Ordon y que recolectan las luces, los espíritus renacidos le devuelven su forma hyliana a Link y revelan la ubicación de las «sombras fundidas», unos fragmentos que conforman una poderosa arma oscura capaz de vencer a Zant. Al final Link es entrenado por el espectro de un espadachín, el «espíritu del héroe», que le instruye sobre técnicas de combate e información sobre su destino.
No obstante, Zant ataca a Link y a Midna y les roba las sombras fundidas, dejando herida mortalmente a esta última tras exponerla a la luz de uno de los espíritus renacidos. Además, el villano lanza un hechizo sobre Link y lo transforma nuevamente en un lobo. Para romper el maleficio de Zant, Link debe encontrar la Espada Maestra con ayuda de Midna, que es salvada por un acto de sacrificio de Zelda. Tras hallar la espada y recuperar su apariencia hyliana, ambos se dirigen al desierto Gerudo para encontrar el «espejo del Crepúsculo», el único vínculo entre Hyrule y el reino de las sombras. Al llegar, unos sabios les explican que Zant intentó destruir el espejo sin éxito, puesto que solo el líder legítimo de los Twili es capaz de hacerlo. Anteriormente habían usado este espejo para atrapar a Ganondorf, el líder Gerudo, en el reino crepuscular para impedir que se robara la Trifuerza. Una vez que Link y Midna encuentran los fragmentos del espejo, los sabios son capaces de restaurarlo y revelan que Zant usurpó a Midna como líder de los Twili. 
Tras vencer a Zant en otro duelo y recuperar las sombras fundidas, Link y Midna se enfrentan a Ganondorf en el castillo de Hyrule tras descubrir su alianza con el hechicero. En las escenas finales del juego, Link derrota a Ganondorf con ayuda de la Espada Maestra y los espíritus de luz le devuelven a Midna su verdadera forma tras romper el hechizo de Zant. El joven guerrero y Zelda se despiden de Midna, que regresa al reino de las sombras y destruye el espejo crepuscular. Link abandona Ordon y parte con rumbo desconocido.

### Mazmorras
Twilight Princess contiene dos mundos: Hyrule y el reino del Crepúsculo. Asimismo, se conforma de nueve mazmorras, que se listan a continuación:
1. Templo del Bosque. Este calabozo está ubicado justo detrás de un gran árbol en las profundidades de los bosques de Farone, siendo hogar de una tropa de monos. En su interior habitan demonios que han sido atraídos por el poder de la sombra fundida. Así, los enemigos existentes en este lugar van desde criaturas baba hasta arácnidos denominados Skulltulas. Con la ayuda de un búmeran, en poder del líder de la tribu de monos, Link debe acceder a las regiones más apartadas del lugar, vencer a Babalant y recuperar el poder oscuro de la sombra fundida.
2. Mina de los Goron. Este lugar se encuentra en la «Montaña de la Muerte» y es sagrado para la tribu Goron. No obstante, debido a la sombra fundida que se halla en su interior, el santuario ha terminado por corromper al patriarca de la tribu, conocido como Goron-Kong, que ha sido aprisionado por los Goron. En las minas habitan monstruos, dragones Dodongo y orugas de fuego, así como otras criaturas. Solo con la ayuda del arco, Link puede extinguir el espíritu de fuego que posee a Goron-Kong, Pyrus, y obtener la sombra fundida correspondiente.
3. Santuario del Lago. Enclavado en la parte inferior del prístino Lago Hylia, el santuario es el templo sagrado de los Zora. Para obtener la última sombra fundida, Link debe encontrar la «Zarpa» y abrirse paso entre criaturas submarinas, para finalmente enfrentar a Octópulo, un demonio acuático.
4. Patíbulo del Desierto. Esta prisión radicada en los rincones más apartados de Hyrule se usó alguna vez como escenario de ejecución para los peores criminales de Hyrule. En el lugar predominan Poes y esqueletos vivientes o Stalfos. Con ayuda del «aerodisco», Link es capaz de acceder a pasajes ocultos y llegar a la cámara donde se encuentra el Espejo del Crepúsculo. No obstante, antes debe enfrentarse a un fósil llamado Stallord.
5. Ruinas del Pico Nevado. Yeto y Yeta son dos criaturas que habitan en la mansión congelada del Pico Nevado. Ambos poseen un fragmento del Espejo del Crepúsculo en su hogar, sin embargo Yeta no puede recordar dónde está. En este calabozo, Link debe enfrentarse a Freezards y Chilfos con el fin de llegar, usando una bola con cadena, hasta el poder del espejo que ha poseído a Yeta transformándola en la masa de hielo Blizzeta.
6. Templo del Tiempo. El antiguo lugar donde se hallaba la Espada Maestra también contiene un fragmento del espejo. En su interior, habitan larvas Gohma y arañas. Link debe encontrar el antiguo «cetro del dominio» con tal de conocer los secretos que aguardan en el interior del calabozo. Al final, se enfrenta a la araña Armagohma para obtener la pieza señalada.
7. Celestia. Los Oocca construyeron esta ciudad de forma paralela a Hyrule. Es vigilada por Lizalfos y Aeralfos. Cuando Link llega a este calabozo, el dragón Argorok saquea la ciudad. Debido a esto, el joven debe encontrar una nueva zarpa doble con la cual enfrentarse a dicha criatura y recobrar el último fragmento del espejo.
8. Palacio del Crepúsculo. Es la fortaleza de Zant en el reino de las sombras. Una vez que Link rescata a los espíritus guardianes del crepúsculo del maligno ente que los acecha, el poder de la Espada Maestra puede ser incrementado; con este poder, Link es capaz de destruir a Zant y salvar a la raza Twili.
9. Castillo de Hyrule. El último calabozo del juego es el palacio de la Familia Real de Hyrule en poder de Ganon. Link debe llegar hasta la planta superior del edificio para enfrentarse al antagonista.

## Modo de juego
Twilight Princess es un juego de acción-aventura donde sobresalen la exploración y acumulación de objetos, haciendo uso del mismo sistema de controles básicos introducidos en Ocarina of Time (donde los botones cambian de función con base al contexto presentado). El mando de orientación resulta notable con el botón «Z» (en GameCube, esta función recae en el botón «L») que le permite al jugador mantener el enfoque de visión de Link centrado en algún enemigo u objeto distante. Asimismo, el protagonista puede caminar, correr, atacar y saltar automáticamente (esto último cuando está huyendo). Además, en los combates, Link usa una espada y un escudo complementados con armas y otros utensilios tales como un arco, un búmeran, bombas y el «gancho con cadena» (Clawshot o en español «Zarpa»), similar al Hookshot recurrente de la serie. El botón «Z» posibilita la fijación en un enemigo para atacarlo de manera directa; al presionar el botón, se pueden disparar proyectiles sobre el objetivo sin necesidad de posicionar manualmente a Link frente al rival.
La amplia funcionalidad de los controles básicos permite además que un solo botón pueda servir para varios objetivos, tales como hablar, abrir puertas y empujar, sujetar o arrojar objetos. Inclusive, la visualización en pantalla muestra la acción que se va a realizar de acuerdo al contexto y la situación. De esta forma, si Link está sosteniendo una roca, el botón sensitivo permitirá que Link arroje la piedra en caso de estarse moviendo, o simplemente situarla en el suelo si está quieto.

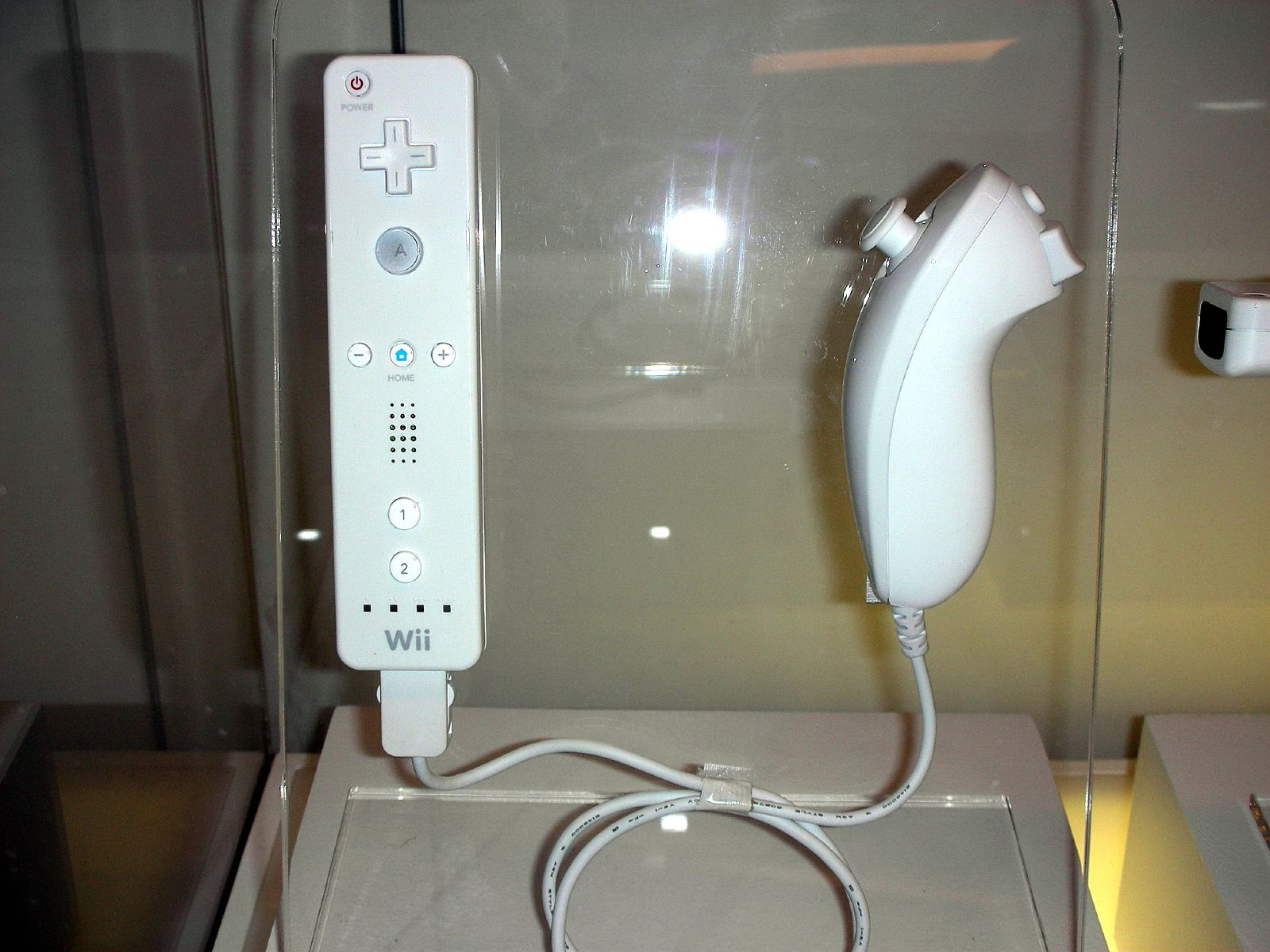
En la versión Wii, el Wiimote y Nunchuk se utilizan para una amplia variedad de actividades que van desde la pesca hasta la fijación de los proyectiles, la cual resulta precisa haciendo uso del mando Wiimote.

Las versiones de Wii y GameCube muestran varias diferencias menores en sus controles; la primera hace uso de los sensores de movimiento y el altavoz del Wiimote. Este último emite los sonidos de una cuerda de arco cuando se tira una flecha, la risa de Midna cuando ayuda a Link a saltar, y el recurrente «campaneo» que se escucha cuando se descubre algún pasaje u objeto secreto. Como detalle exclusivo, la versión para GameCube le permite al jugador controlar libremente la cámara; no obstante, solamente dos armas secundarias de Link pueden ser equipadas al mismo tiempo.
Twilight Princess consta de nueve calabozos de considerable extensión, así como áreas donde Link se enfrenta a enemigos, recolecta objetos y resuelve acertijos. Al explorar cada calabozo, pelea contra un jefe final tras lo cual obtiene un objeto importante o, simplemente, continúa su aventura. Estos calabozos están además conectados por un gran supramundo, a través del cual Link puede viajar ya sea caminando o corriendo, montando su caballo Epona o teletransportándose a uno de varios puntos específicos. Cada vez que Link accede al Reino Crepuscular, el territorio que corrompe a Hyrule en este juego, se transforma en un lobo. Siendo un lobo, Link puede moverse rápidamente, atacar mediante mordidas y cavar hoyos en la tierra para entrar por nuevos pasajes o descubrir objetos enterrados. Además, Midna siempre lo acompaña montada en él, dándole sugerencias así como ayudándole a atacar a enemigos, saltar largas distancias o teletransportándolo a cualquier localización de las que Link puede acceder en el supramundo (estos puntos de teleportación se activan solamente después de vencer a las bestias de las sombras). Asimismo, como lobo, el protagonista mejora sus habilidades, guiándose solamente con el olor de alguna esencia en particular. Mediante esta habilidad, el jugador puede mirar a los espíritus errantes así como cazar fantasmas (llamados Poes), algo que no puede en su forma humana.
En este título, la inteligencia artificial de los enemigos es más avanzada que la de los rivales que aparecen en The Wind Waker; en Twilight Princess, reaccionan tanto cuando alguno de sus compañeros es vencido (en caso de estar en grupo) como a las flechas y proyectiles que les son arrojados. De igual manera, la inteligencia artificial es capaz de detectar a Link desde una mayor distancia que en los juegos anteriores de Zelda. Respecto a la dicción, hay muy pocas conversaciones en el juego. Link permanece siempre callado en los diálogos, aunque gruñe cuando lo atacan o resulta herido, mientras que jadea al sorprenderse. Sus respuestas y emociones se expresan principalmente por cabeceos y expresiones faciales.

## Producción
| Director                  | Eiji Aonuma                                                                                      |
| Diseño de los personajes  | Keisuke Nishimori                                                                                |
| Programador ejecutivo     | Makoto Sasaki                                                                                    |
| Programadores principales | Hiroshi Umemiya Takamitsu Kuzuhara Kouji Sakai Nobuhiro Sumiyoshi Kenzo Hayakawa Masatoshi Ogawa |
| Diseño gráfico            | Atsushi Miyagi Eiji Mukao Hiromu Takemura Haruyasu Ito                                           |
| Música                    | Toru Minegishi Asuka Ohta                                                                        |
| Ilustrador                | Yusuke Nakano                                                                                    |
| Guionistas                | Aya Kyogoku Takayuki Ikkaku                                                                      |
| Test                      | Validation and Testing Team                                                                      |
| Productores               | Shigeru Miyamoto                                                                                 |
| Productor ejecutivo       | Satoru Iwata                                                                                     |
| Referencia                | [ 33 ]                                                                                           |

En 2003, Nintendo anunció que un nuevo juego de The Legend of Zelda estaba desarrollándose para la consola GameCube, por el mismo equipo responsable de The Wind Waker. Una demostración interactiva del juego, hecha por el director Eiji Aonuma, contenía el título provisional The Wind Waker 2, anunciándose asimismo que haría uso del mismo estilo gráfico incorporado en su antecesor.
Tiempo después, Nintendo of America le comentó a Aonuma que las ventas de The Wind Waker en territorio estadounidense empezaban a decaer debido a que la apariencia de caricatura del mismo ocasionaba que el público pensara que este se enfocaba a audiencias infantiles. Convencido entonces de que la secuela podría heredar semejante problemática, Aonuma le reveló al diseñador Shigeru Miyamoto (creador de Zelda) sus deseos de crear un nuevo The Legend of Zelda que atrajera la atención del mercado estadounidense. A su vez, Miyamoto le sugirió cambiar únicamente el diseño gráfico en lugar de pensar en un nuevo sistema de interacción. Finalmente, le dijo a Aonuma que debía empezar haciendo lo que no pudo hacerse en su momento con Ocarina of Time, enfocándose particularmente en los combates a caballo.
Así, y a lo largo de cuatro meses, el equipo de Aonuma basó la mayor parte de su trabajo en ofrecer una presentación auténtica de un combate a caballo. Finalmente, Nintendo expuso el proyecto acompañado de un tráiler en el evento E3 de 2004. Ahí mismo se dio a conocer que el lanzamiento del juego estaba programado para 2005 y que no sería una continuación de The Wind Waker, tal y como se pensaba hasta ese momento. En algunas entrevistas, Miyamoto explicó que el estilo gráfico había sido elegido con tal de satisfacer la demanda, añadiendo que el mismo aspecto favorecería la imagen de un Link más adulto a comparación del presentado previamente.
Respecto a la trama, varios títulos de la serie han usado la temática de dos mundos independientes pero conectados al mismo tiempo entre sí. Por ejemplo, en A Link to the Past, Link viaja de manera aleatoria entre el «Mundo de la Luz» y el «Mundo de la Oscuridad»; en Ocarina of Time y Oracle of Ages, el protagonista viaja en el tiempo a través de dos períodos diferentes. Retomando el mismo concepto, el equipo de Zelda sugirió transformar a Link en un lobo de manera similar al juego A Link to the Past, donde se convierte en un conejo durante sus andanzas en el Mundo de la Oscuridad. Con este avance, Aonuma dejó temporalmente a su equipo para que continuara trabajando con la trama mientras dirigía The Minish Cap para la videoconsola portátil Game Boy Advance. Al volver, se halló con varias deficiencias en los gráficos puesto que el tema de los mundos duales así como la transformación a lobo hacía que Link se viera deficiente. Buscando una pronta solución, Aonuma resolvió que el sistema de juego de su proyecto carecía de la innovación con la que se estaba produciendo Phantom Hourglass (consistente en una interfaz táctil) para la portátil Nintendo DS. Al mismo tiempo, la nueva consola Wii estaba en proceso de desarrollo bajo la denominación provisional de «Revolution». Habiéndose enterado de la problemática en torno a los gráficos del juego, Miyamoto le sugirió a Aonuma que considerara usar la interfaz de Revolution para resolver su situación (en realidad, el coproductor involucró a Revolution habiendo pensado en la posibilidad de disparar flechas de una manera más dinámica).

### Transición a Wii
Aonuma había anticipado su intromisión en un futuro proyecto de Zelda para la consola que luego terminaría por denominarse Wii. Sin embargo, asumió que tenía que completar primero Twilight Princess. Tomando en cuenta la propuesta de Miyamoto, su equipo comenzó a desarrollar una interfaz interactiva para el arco y flecha, en la que el interés radicaba en la fijación de la cámara en un objeto específico. Aonuma sintió que esta opción proporcionaba al juego una nueva noción, tal y como lo representaría el nuevo mando de la portátil DS para Phantom Hourglass. Confiado en que era la única alternativa para continuar con el desarrollo de Twilight Princess, aunque preocupado por el efecto que ocasionaría en los consumidores anunciar la transición a Wii cuando ya ellos anticipaban un lanzamiento para GameCube, Aonuma decidió desarrollar dos versiones en forma paralela; originalmente, se planteó la idea de que producir dos versiones retrasaría el lanzamiento anunciado para 2005, sin embargo Satoru Iwata lo convenció al percibir que dos versiones diferentes vendrían a satisfacer a la totalidad de usuarios, más allá de la problemática que conllevara el retraso en su lanzamiento.
La transición de GameCube a Wii fue relativamente sencilla, puesto que la segunda había sido creada para ser compatible con GameCube. En el evento E3 de 2005, Nintendo lanzó un pequeño número de tarjetas de juego de Nintendo DS que contenían un tráiler de Twilight Princess. En el evento se anunció también que Zelda se trasladaría a la nueva Wii (para entonces, todavía bajo la denominación Revolution), aunque no se confirmó si lo haría a partir de Twilight Princess o de un juego diferente.

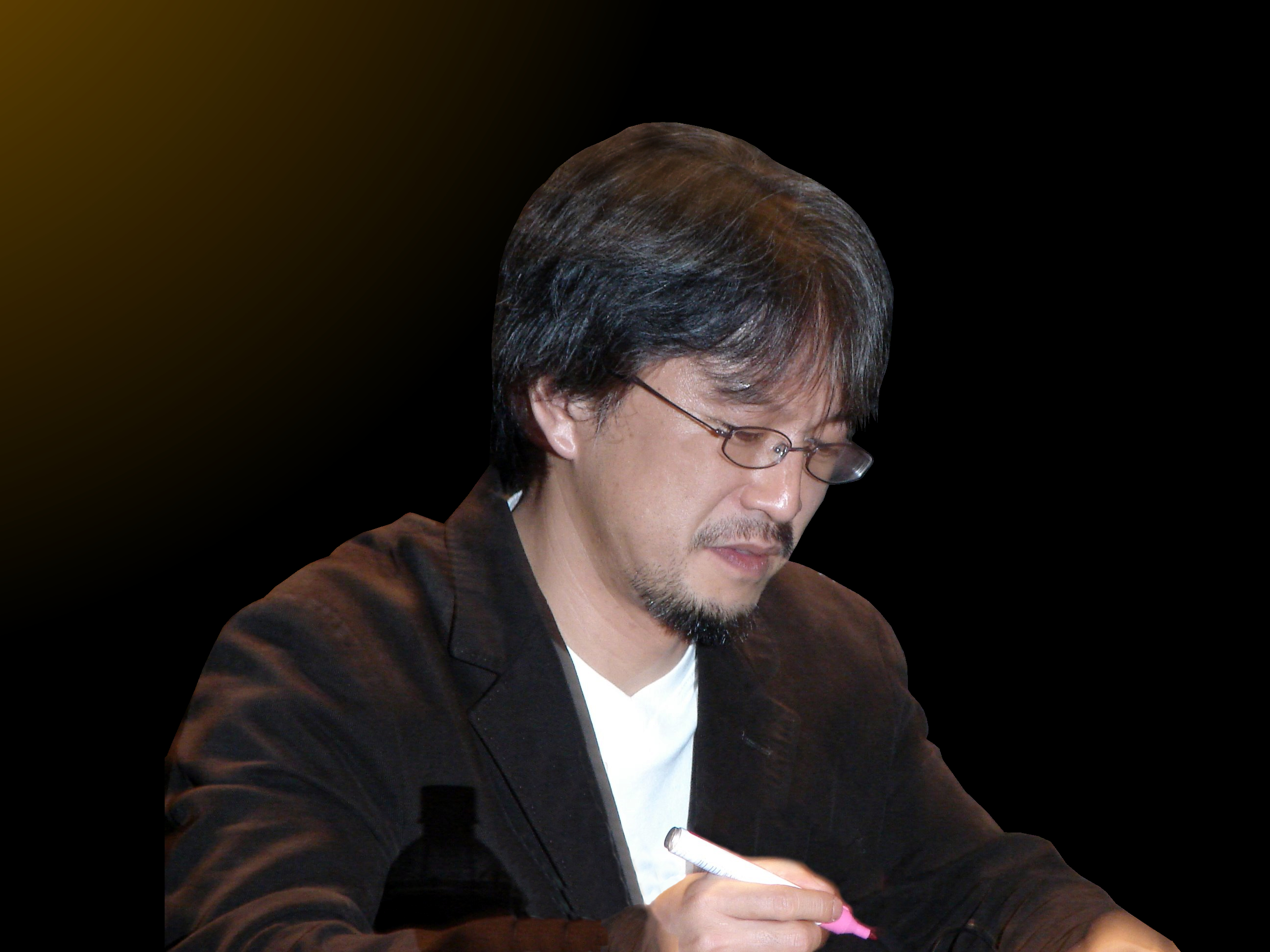
Tras dirigir Majora's Mask y The Wind Waker, Eiji Aonuma había decidido dedicarse a otro tipo de proyectos. No obstante, Miyamoto lo convenció de continuar trabajando con Zelda, participando así en Twilight Princess, el juego que vendría a marcar el estreno comercial de la consola Wii.

Para la versión Wii, el equipo se enfocó en adaptar el control de la cámara y los mecanismos de combate a la nueva interfaz. Se creó un prototipo en donde incorporaron un ademán de balanceo para controlar la espada desde una perspectiva en primera persona. No obstante, en la demostración no se mostró una mayor variedad de movimientos del protagonista. Cuando la visión en tercera persona quedó restaurada, Aonuma se percató de que se sentía extraño controlar el Wiimote con la mano derecha para manejar la espada en la mano izquierda de Link. A causa de lo anterior, el control de la espada fue transferido a un botón. Los detalles del nuevo mando de Wii empezaron a rumorearse en diciembre de 2005, cuando la publicación británica NGC Magazine señaló que al reproducir una copia de Twilight Princess para GameCube en la nueva Wii se abriría la posibilidad de que el jugador podría hacer uso de los controles de Revolution. Más tarde, en una entrevista con Nintendo of Europe, Miyamoto confirmó la funcionalidad de los controles de Revolution y, tiempo después, la revista estadounidense Time comprobó esta información a los seguidores de la serie. A pesar de dicha información, la interactividad de la versión Wii no se trasladó a la adaptación GameCube. En E3 de 2006, Nintendo anunció que ambas versiones estarían disponibles en Wii Launch, lanzando al mismo tiempo una demostración interactiva de Twilight Princess para Wii. Más tarde, el lanzamiento de la versión GameCube se retrasó hasta un mes después del estreno de Wii en el mercado.
Los empleados de Nintendo reportaron después que los usuarios que habían probado la versión demo se quejaban de la dificultad de los controles. Aonuma concluyó entonces que su equipo había implementado los controles Wii con la mentalidad de «forzar» al jugador a adaptarse a dicha interactividad en vez de facilitar el uso del sistema con el fin de volverlo más intuitivo. De esta forma, se reunió con Miyamoto para pensar en la forma de volver los controles más cómodos y asequibles. Asimismo, otro detalle consistía en el uso de los nuevos objetos, aspecto que requería usar el mismo botón que se usaban originalmente para la espada. Para resolver este aspecto, los controles de la espada fueron transferidos de vuelta al concepto de los ademanes que en el evento E3 se había presentado (y el cual los asistentes comentaron que querían apreciar en un próximo juego). Esto ocasionó que se retomara el problema de usar la mano derecha para controlar un ataque con la mano izquierda de Link. Debido a que el equipo ya no contaba con tiempo suficiente para trabajar en ello, se vieron en la necesidad de «voltear» por completo cada elemento de la versión GameCube, convirtiéndola en una especie de «espejo» de la ya citada. A partir de esta modificación, Link pasó a usar su mano derecha y las referencias explícitas al este y oeste fueron cambiadas. Cabe señalarse que la guía para el jugador de Twilight Princess se enfoca en la versión Wii, contando con una sección en la parte trasera con los mapas opuestos para los usuarios de GameCube.

### Versión para Wii U
Una versión en alta definición del juego llamada The Legend of Zelda: Twilight Princess HD, fue desarrollada por la compañía Tantalus Media para la consola Wii U. El título se anunció oficialmente en una presentación de Nintendo Direct el 12 de noviembre de 2015, donde se mencionó que el juego soportaría el uso de las figuras Amiibo. El juego fue lanzado en Estados Unidos y Europa el 4 de marzo de 2016, en Australia el 5 de marzo de 2016; y en Japón el 10 de marzo de, 2016. El juego salió a la venta con una figura Amiibo de Link lobo, junto con un CD de su banda sonora.

## Banda sonora

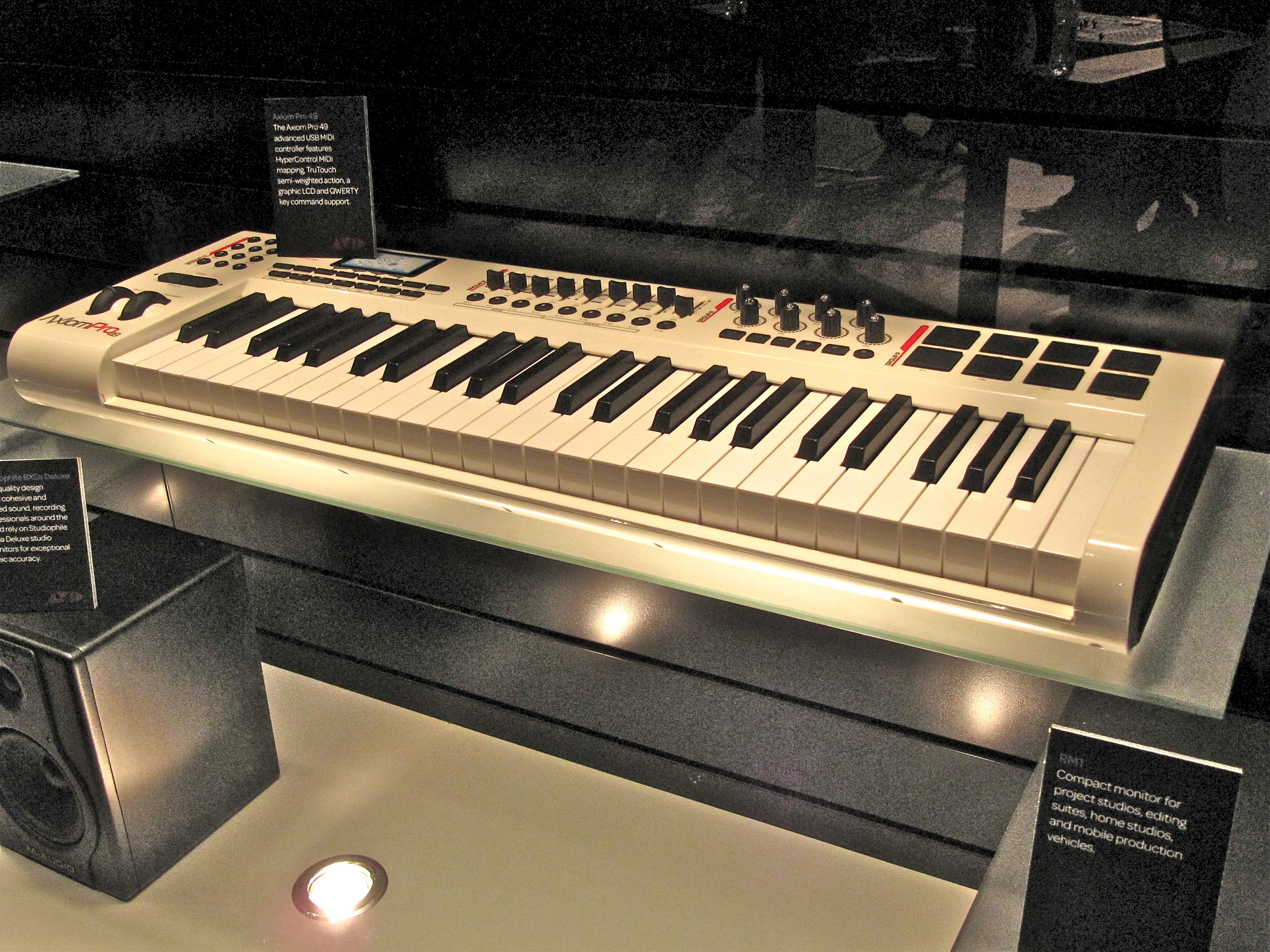
Aunque originalmente Kōji Kondō se planteó musicalizar a Twilight Princess con una orquesta y un cuarteto de cuerdas, al final prefirió utilizar música digital debido a la «falta de interactividad» de la orquestación.

La musicalización de Twilight Princess corrió a cargo de Toru Minegishi, Asuka Ohta y Kōji Kondō. El primero se encargó de la composición y el diseño del sonido, siendo el responsable de toda la música de los escenarios y calabozos del juego, mientras que Kondō fungió como supervisor. Para el tráiler, diferentes compositores se dieron a la tarea de crear tres piezas, de las cuales dos fueron creadas por Mahito Yokota y Kōji Kondō. A su vez, los arreglos orquestales de estas composiciones fueron hechos por Michiru Oshima, para ser finalmente interpretadas por un conjunto dirigido por Taizo Takemoto. Poco después, se escogió a la pieza creada por Kondō para musicalizar el tráiler que habría de ser presentado en el evento E3 de 2005, así como para servir de fondo musical a las secuencias demo que aparecen después de la pantalla inicial.
Los resultados de algunas encuestas realizadas por la prensa, durante el evento de demostración, le sugirieron a Kondō que usara también música orquestal para los temas restantes del juego, idea con la que el compositor estuvo de acuerdo debido a su preferencia por los instrumentos aerófonos. Al principio, visualizó una orquesta de cincuenta personas para las secuencias de acción, además de un cuarteto de cuerda para los «momentos más líricos». No obstante, decidió luego que el producto final usaría música digital. En una entrevista, Kondō mencionó que una de las principales razones para esta decisión había sido la falta de interactividad en la música orquestal.
La banda sonora oficial se lanzó, tanto en su versión de seis temas como con la de siete, el 19 de noviembre de 2006 como parte de una promoción de Nintendo Power en la que también se incluyeron réplicas de la Espada Maestra y del escudo hyliano. A continuación, cada una de las pistas de dicha promoción con sus respectivas duraciones.
| N.º | Título                                   | Duración |  |
| 1.  | «The Legend of Zelda Orchestra Piece #2» | 2:03     |  |
| 2.  | «Hyrule Field Main Theme»                | 2:34     |  |
| 3.  | «Ordon Village (*)»                      | 3:14     |  |
| 4.  | «Kakariko Village»                       | 3:06     |  |
| 5.  | «Death Mountain»                         | 2:11     |  |
| 6.  | «Midna's Theme»                          | 1:32     |  |
| 7.  | «Ilia's Theme»                           | 1:50     |  |

Nota: La melodía con el paréntesis (*) no se incluyó en la edición de seis canciones, que se hizo acompañar de las réplicas mencionadas como parte de la promoción de Nintendo Power.

## Cuestiones técnicas
Otro minúsculo pero a la vez un gran e importante error que provocó el lanzamiento de este juego fue la posibilidad de "piratear" la Wii, para tener la posibilidad de instalar programas piratas desde tarjetas SD o USB que permiten arrancar discos falsos desde un canal de la Wii.

Twilight Princess era vulnerable a un ataque de desbordamiento de buffer, conocido como Twilight hack, el cual permitía la ejecución de código personalizado desde una tarjeta de memoria SD. De esta forma, un archivo de partida guardada provocaría el bloqueo del juego y la carga de código sin firmar, que habría de incluir programas ELF y aplicaciones exclusivas para Wii.
Dicho exploit fue descubierto por Team Twiizers del sitio web Wiibrew.org. Su hallazgo permitió a desarrolladores de software homebrew, así como a cualquier usuario, cargar aplicaciones no oficiales desde una tarjeta SD instalada en la ranura de la parte frontal de Wii. Particularmente, cabe señalarse que este método se convirtió en la primera forma de ejecutar homebrew sin recurrir a modificaciones de hardware en la consola mencionada. El hack se aprovechaba del desbordamiento de buffer; su funcionamiento consiste en los siguientes pasos:

Un ejemplo básico de desbordamiento de buffer: suponiendo que en un programa con dos alojamientos de datos adyacentes en la memoria (un buffer con capacidad de ocho bytes, «A», y un integrador de dos bytes «B») se almacena el nombre «Excessive». Debido a su longitud, este sobrescribe accidentalmente el valor de «B» (que al inicio era tres). Si se hubiera excedido más allá de «B», se habría ocasionado una violación de acceso.

1. El archivo guardado almacena el nombre del caballo de Link en el juego (originalmente, «Epona»).
2. Este archivo presenta un nombre mucho más largo del esperado para Twilight Princess, causando a su vez el bloqueo del sistema Wii al intentar cargar el nombre del caballo.
3. A partir del bloqueo, se procede a ejecutar un cargador (el cual se almacenó por el propio juego como parte del nombre) en vez del código de Twilight Princess.
4. Finalmente, se carga un programa ejecutable proveniente de la ranura frontal para la memoria SD de Wii. Cualquier aplicación guardada en la tarjeta con el nombre de archivo «boot.elf» o «boot.dol» se habría de ejecutar.

Al principio, las versiones 3,3 y 3,4 del Menú Wii impidieron la copia de archivos guardados explotados, práctica que duró hasta que se descubrieron los métodos de elusión (tan solo ocho horas después). Finalmente, para la versión 4,0 del Menú Wii se desarrolló un parche con el cual se solventó esa vulnerabilidad.
Como resultado del exploit, varias aplicaciones han utilizado el mismo método para su ejecución. Estas suelen ser referidas como «Wii Homebrew». Así, algunos programas han sido capaces de instalar canales del Menú Wii, tales como el Homebrew Channel, provocando que dichas aplicaciones puedan ejecutarse desde el Menú Wii en vez de hacerlo por medio del Twilight Hack.

## Recepción

### Comercial
Tan solo a dos días de haber sido estrenada la consola en Japón, el juego vendió hasta 139 011 unidades, y en Europa se comercializaron un total de 240 000 copias. Para finales de ese año, se vendió un total de un millón de unidades en América del Norte. Para febrero de 2007, la versión Wii de Twilight Princess logró vender un millón de copias en Norteamérica; al mes siguiente, se vendieron 1 320 000 copias de la edición GameCube en todo el mundo (1 250 000 en el extranjero y 70 000 en Japón), junto a 3 270 000 de la versión Wii (2 710 000 en el extranjero y 560 000 en Japón). Tan solo un año después, en 2008, de esta última se comercializaron 1 030 000 copias adicionales, logrando finalmente vender un total de 4 320 000 unidades.
Respecto a su modesta acogida comercial en Japón, Miyamoto comentó:

Bueno, creo que mucha de la gente que compró la consola Wii no necesariamente es esa especie de usuario que está interesada en jugar un juego de ese tipo. ¡Y varias personas que hubieran querido jugarlo [debido a la escasez crónica de la consola] no pudieron encontrar un Wii! Sin embargo, en general, pienso que hay mucha gente interesada en jugar un gran juego de rol como Zelda.

### Crítica
| Publicación    | Puntuación                                                                               |
| -------------- | ---------------------------------------------------------------------------------------- |
| 1UP.com        | Wii: A+                                                                                  |
| EGM            | Wii: 30 sobre 30                                                                         |
| Famitsu        | Wii: 38 sobre 40                                                                         |
| Game Informer  | 10 sobre 10                                                                              |
| Game Rankings  | Wii: 94,2 sobre 100 (basado en 85 críticas) GCN: 95,29 sobre 100 (basado en 18 críticas) |
| GameSpot       | Wii: 8,8 sobre 10 GCN: 8.9 sobre 10 WiiU:9 sobre 10                                      |
| GameSpy        | Wii:                                                                                     |
| Hobby Consolas | WiiU:91 sobre 100                                                                        |
| IGN            | Wii: 9,5 sobre 10 GCN: 9.5 sobre 10 WiiU: 8.6 sobre 10                                   |
| Meristation    | 9,5 sobre 10 GCN:9,5 sobre 10 WiiU: 8,5 sobre 10                                         |
| Metacritic     | Wii: 95 sobre 100 GCN: 96 sobre 100 WiiU: 86 sobre 100                                   |
| Nintendo Power | Wii: 9,5 sobre 10 GCN: 9.5 sobre 10                                                      |
| TopTenReviews  | Wii: 3,86 sobre 4 GCN: 3.55 sobre 4                                                      |
| Vandal         | Wii: 9.4 sobre 10 GCN: 9.8 sobre 10 WiiU: 9 sobre 10                                     |
| Viciojuegos    | Wii: 94 sobre 100 GCN: 95 sobre 100                                                      |
| XPlay          | Wii:                                                                                     |

Twilight Princess se convirtió en un lanzamiento exitoso tanto a nivel comercial como crítico. En este último, recibió puntuaciones perfectas por parte de las principales publicaciones estadounidenses, tales como 1UP.com, ComputerAndVideoGames.com, Electronic Gaming Monthly, Game Informer, GamesRadar y GameSpy. A su vez, en MobyGames es uno de los juegos con mayor puntuación de todos los tiempos. En el sitio TopTenReviews, recibió un puntaje promedio de 3,86 sobre 4, resultado más alto alcanzado por algún juego de Zelda en el mismo. En la región PAL es el juego de The Legend of Zelda más vendido de todos los tiempos; tan solo en su primera semana, se comercializó con tres de cada cuatro adquisiciones de la consola Wii. Hasta marzo de 2008, se vendieron 4,52 millones de copias de la versión Wii, mientras que, para el 31 de marzo de 2007, la versión GameCube había vendido 1,32 millones de copias.
Varios sitios y publicaciones especializadas, entre las que destacan 1UP.com, ComputerAndVideoGames.com, Electronic Gaming Monthly, Game Informer, GamesRadar, IGN y The Washington Post, lo han aclamado como el mejor Zelda de todos los tiempos. Al respecto,  Game Informer lo consideró «tan creativo que compite con lo mejor que Hollywood tiene para ofrecer». Por otra parte, GamesRadar lo catalogó como «un juego que no amerita más que la recomendación más alta». Asimismo, Cubed³ lo destacó como «la experiencia en videojuegos más grande para un solo jugador». Los gráficos de Twilight Princess fueron aclamados por su estilo artístico y animación, aun cuando el juego fuera diseñado originalmente para GameCube, técnicamente deficiente si se compara con las consolas de la siguiente generación. De esta versión (GameCube), tanto IGN como GameSpy coincidieron en la existencia de texturas borrosas y personajes de baja resolución. No obstante, ComputerAndVideoGames.com percibió que la atmósfera del juego era superior a la de cualquier otro juego de la misma franquicia, subrayando que la región de Hyrule de este título es la mejor versión jamás creada. El sitio PALGN elogió las cinemáticas de Twilight Princess, mencionando que «las escenas de diálogo son las mejores en la serie». En cuanto a la versión Wii, Jeff Gerstmann de GameSpot dijo que los controles de la consola se sentían «atachuelados», aunque para 1UP.com los ademanes con la espada al atacar eran «los más sorprendentes de toda la franquicia». GamingNexus.com consideró la banda sonora de Twilight Princess como la mejor de la sexta generación, aunque IGN criticó las melodías de formato MIDI por carecer de «la energía y nitidez» de sus contrapartes orquestales. Javier Glickman, de la revista Hyper, aclamó el juego por sus «extensas misiones, excelentes controles de Wii y capacidad de guardar la partida en cualquier momento». Sin embargo, lo criticó por «no disponer tanto de actuación de voz como de música orquestal, así como por sus gráficos algo anticuados».
Respecto a premiaciones, Twilight Princess triunfó en las categorías de «mejor diseño artístico», «mejor composición original», y «mejor uso del sonido», todas estas provenientes del sitio IGN para la versión GameCube. De igual manera, el ya mencionado portal junto con Nintendo Power premiaron al título por los conceptos de «mejores gráficos» y «mejor trama». Además, fue distinguido como «juego del año» por GameTrailers, 1UP.com, Electronic Gaming Monthly, Game Informer, GameSpy, Spacey Awards, X-Play, y Nintendo Power. De igual forma, obtuvo la distinción como «mejor juego de aventura» por parte de Game Critics Awards, X-Play, IGN, GameTrailers, 1UP.com, y Nintendo Power, siendo también reconocido como el «mejor juego de consola» por Game Critics Awards y GameSpy. Finalmente, Twilight Princess se situó en el puesto número dieciséis del listado referente a los «cien mejores juegos de Nintendo de todos los tiempos», publicado por la revista Official Nintendo Magazine.

## Guías oficiales
Existen varias guías oficiales para ayudar al jugador a resolver los calabozos de Twilight Princess, encontrar los diferentes objetos y pasajes ocultos, así como conocer los diversos elementos que componen a la trama. En Estados Unidos, se publicaron guías oficiales por parte de Nintendo (con 193 páginas, válida para ambas versiones del juego) y Prima Games (un total de tres ediciones: una para GameCube, otra para Wii y una más de edición limitada con tapa dura; las primeras dos cuentan con más de 400 páginas y un mapa gigante de Hyrule).
En Europa, Future Press lanzó la misma guía de Nintendo, teniendo la licencia para su publicación en inglés, francés, alemán y español. Sus ediciones cuentan con 193 páginas.